# جورج دونیس
جورج دونیس (یونانی: Γεώργιος Δώνης؛ زادهٔ ۲۲ اکتبر ۱۹۶۹) بازیکن فوتبال اهل یونان است.
از باشگاه‌هایی که در آن بازی کرده‌است می‌توان به باشگاه فوتبال گیانینا، باشگاه فوتبال بلکبرن روورز، باشگاه فوتبال پاناتینایکوس، باشگاه فوتبال شفیلد یونایتد، باشگاه فوتبال آ. ا. ک آتن، و باشگاه فوتبال هادرزفیلد تاون اشاره کرد.
وی همچنین در تیم ملی فوتبال یونان بازی کرده‌است.